# M.A.D.
M. A. D. (acrônimo para Missile Attack and Defense[carece de fontes?] ou Ataque e Defesa de Mísseis) é um jogo eletrônico para Atari 2600 desenvolvido pela U. S. Games. Nele uma civilização futura tenta defender suas fontes de energia através de um canhão de prótons cercado por seis estações de energia sob ataque de baterias de mísseis. Sua jogabilidade tem semelhanças com outros jogos da mesma época, como Missile Command, Commando Raid e Atlantis.

## Modos de jogo
O jogo acontece em rodadas, com os mísseis inimigos aparecendo na parte superior da tela, movendo-se horizontalmente. Um jogador controla o ângulo de disparo do canhão e atira contra os mísseis que se aproximam.
No modo para um jogador, alguns mísseis ficam brancos, significando que estão prestes a mergulhar na parte inferior da tela. Se o míssil colidir com uma estação de energia irá destruí-la e caso o jogador não possua mais estações restantes o jogo acabará. No caso do míssil colidir com o canhão isso fará com que este seja desativado por dois segundos.
No modo para dois jogadores cada jogador possui seu canhão e conjunto de estações de energia. Em cada rodada um jogador controla o canhão e o segundo jogador controla uma mira que escolhe qual míssil que irá cair. Na rodada seguinte os papéis são invertidos e o jogador que controlava a mira agora controla o canhão com suas estações, enquanto que o primeiro jogador agora fica a cargo da mira.
Em ambos os modos o jogo se encerra quando todas as estações de energia são destruídas.

## Nomes alternativos
O jogo foi lançado em diferentes partes do mundo por diversos fabricantes que adotaram diferentes nomes, como MAD, Paris Attack, Fortress Defense e Angriff der Luftflotten.